# Холстинка (Новгородська область)
Холстинка (рос. Холстинка) — присілок в Поддорському районі Новгородської області Російської Федерації.
Населення становить 22 особи. Входить до складу муніципального утворення Белебелковське сільське поселення.

## Історія
Від 2004 року входить до складу муніципального утворення Белебелковське сільське поселення

## Населення
1. Н/Д[2]